# École Kasségaran
École Kasségaran est une école historique dans la ville d'Ispahan, en Iran. Elle fut construite à l'époque du chah séfévide, Süleyman Ier.